# Hormius rugosicollis
Hormius rugosicollis är en stekelart som beskrevs av William Harris Ashmead 1895. Hormius rugosicollis ingår i släktet Hormius och familjen bracksteklar. Inga underarter finns listade i Catalogue of Life.